# Confucianistische kerk
De confucianistische kerk is een confucianistische religieuze organisatie geïnspireerd door de christelijke kerk.
Chinezen buiten China begonnen hun eigen confucianistische kerken, ze komen vooral veel voor in Indonesië en de Verenigde Staten.